# 췌장염
췌장염(膵臟炎; pancreatitis)은 췌관의 폐쇄로 인해 췌장액이 조직에 스며 염증을 유발하는 것이 원인이 된다. 염증은 자연치유되기도 하나 종종 괴사하여 고름을 만든다. 급성 췌장염은 췌장액 분비를 억제하는 방식으로 자연 회복을 유도하나, 만성 췌장염의 경우 췌장기능이 상당량 소실되어 췌장액의 분비가 줄고 췌장의 섬세포 파괴로 인슐린이 결여되어 당뇨병이 발생하므로 이에 따른 인슐린 투여, 췌장 추출물 투여 등의 치료법이 요구된다. 고양이나 개도 물론 췌장염에 걸릴 수도 있다. 개의 경우 요크셔 테리어, 치와와, 아프간 하운드 등의 견종이 췌장염에 매우 취약한 것으로 알려져 왔다.

## 증상
췌장염의 가장 흔한 증상은 심한 상복부 또는 좌측 상복부 등으로 방사되는 작열통, 메스꺼움, 구토 등이며 식사 시 더욱 심해진다. 신체검사는 중증도와 내부 출혈 유무에 따라 달라진다. 혈압은 통증으로 인해 상승하거나 탈수 또는 출혈로 인해 감소할 수 있다. 심장 및 호흡률이 종종 상승한다. 복부는 대개 압통이 있지만 통증 자체보다는 그 정도가 덜하다. 복부 질환에서 흔히 발생하는 것처럼, 반사성 장 마비로 인해 장음이 감소할 수 있다. 발열이나 황달이 나타날 수 있다. 만성 췌장염은 당뇨병이나 췌장암으로 이어질 수 있다. 소화를 방해하는 췌장 효소의 부족으로 설명할 수 없는 체중 감소가 발생할 수 있다.

## 병인
췌장염의 약 80%는 담석이나 알코올로 인해 발생한다. 총담관결석증(담관 내 담석)은 급성 췌장염의 가장 흔한 단일 원인이고, 알코올 중독은 만성 췌장염의 가장 흔한 단일 원인이다. 1000mg/dL(11.29mmol/L, 즉 고지혈증)을 초과하는 혈청 트리글리세리드 수치가 또 다른 원인이다.

## 비용
영국 성인의 경우 만성 췌장염으로 인한 평균 직접 및 간접 비용 추정치는 연간 1인당 대략 £79,000이다. 급성 재발성 췌장염과 만성 췌장염은 소아에서 드물게 발생하지만, 상당한 질병 부담으로 인해 높은 의료 비용과 관련이 있다. 전 세계적으로 이러한 질환을 앓고 있는 아동의 평균 총 치료 비용은 연간 1인당 약 $40,500이다.

## 그 외의 동물
기름진 음식을 개에게 자주 제공할 경우 개 췌장염을 일으키는 원인이 된다.